# Фторид протактиния(IV)
Фторид протактиния(IV) — бинарное неорганическое соединение, соль металла протактиния и плавиковой кислоты с формулой PaF4, красно-коричневые кристаллы, не растворимые в воде.

## Получение
- Действии фтористого водорода и водорода на оксид протактиния(V):

{\displaystyle {\mathsf {Pa_{2}O_{5}+8HF+H_{2}\ {\xrightarrow {350-500^{o}C}}\ 2PaF_{4}+H_{2}O}}}

## Физические свойства
Фторид протактиния(IV) образует красно-коричневые кристаллы моноклинной сингонии, параметры ячейки a = 1,27 нм, b = 1,07 нм, c = 0,842 нм, β = 126,3°.

## Химические свойства
- Реагирует с щелочами:

{\displaystyle {\mathsf {PaF_{4}+4NaOH\ {\xrightarrow {}}\ PaO_{2}\downarrow +4NaF+2H_{2}O}}}
- Реагирует с фтором с образованием фторида протактиния(V):

{\displaystyle {\mathsf {2PaF_{4}+F_{2}\ {\xrightarrow {700^{o}C}}\ 2PaF_{5}}}}
- Вытесняется из соли барием:

{\displaystyle {\mathsf {PaF_{4}+2Ba\ {\xrightarrow {1400^{o}C}}\ Pa+2BaF_{2}}}}
- При сплавлении с фторидами щелочных металлов образует комплексные соли:

{\displaystyle {\mathsf {PaF_{4}+KF\ {\xrightarrow {700-1000^{o}C}}\ K[PaF_{5}]}}}